# Tengzhou
Tengzhou léase Teng-Zhóu (en chino:滕州市, pinyin:Téngzhōu shì) es un municipio bajo la administración directa de la ciudad-prefectura de Zaozhuang. Se ubica al oeste de la provincia de Shandong, este de la República Popular China. Su área es de 1485 km² y su población total para 2010 fue de +1,6 millones de habitantes.
Tengzhou fue probablemente el lugar de nacimiento del filósofo Mozi, c. 470 - c. 391 a. C.

## Administración
El municipio de Tengzhou se divide en 21 pueblos que se administran en 4 subdistritos y 17 poblados. 